# Subilla physodes
Subilla physodes is een kameelhalsvliegensoort uit de familie van de Raphidiidae. De soort komt voor in Turkije.
Subilla physodes werd voor het eerst wetenschappelijk beschreven door Navás in 1913.